# 福尔摩斯的困惑
《福尔摩斯的困惑》（英語：Sherlock Holmes Baffled）是一部美国的无声电影短片，於1900年由阿瑟·马文拍摄。尽管与后来的银幕形象大相径庭，但这是已知最早以阿瑟·柯南·道尔爵士笔下的侦探人物“夏洛克·福尔摩斯”为题的电影。而特别的人物形象设置也使该片成为有记录的第一部悬疑片。在影片中，一个可以凭空出现和消失的小偷不断的从福尔摩斯处偷走东西，而福尔摩斯每一次挫败闯入者的企图都以失败告终。
在早期商场电影放映机播放的版本中，《福尔摩斯的困惑》时长30秒。虽然制作于1900年，但1903年才被注册版权，版权声明中指出这段影片由一些底片放映所见。银幕上第一位福尔摩斯和他的对手的扮演者身份并未被记录下来。该片曾被认为已经佚失多年，后于1968年被重新发现以相纸照片的形式保存在美国国会图书馆中。

## 情节
夏洛克·福尔摩斯进入他的客厅并发现他正在遭到爆窃，小偷却突然消失。福尔摩斯虽然很惊讶，但还是点上一支雪茄试图无视这件事。然而小偷再次出现，福尔摩斯从睡袍口袋里拔出了一把手枪，向闯入者开枪，并尝试抢回其手上装有被偷走物品的麻袋。而当福尔摩斯再次收拾好他的财物后，装有财物的口袋从他手里消失并出现在小偷手上，之后小偷及时从窗口消失。此时电影以福尔摩斯带着一脸的“困惑”突然结束。

## 制作

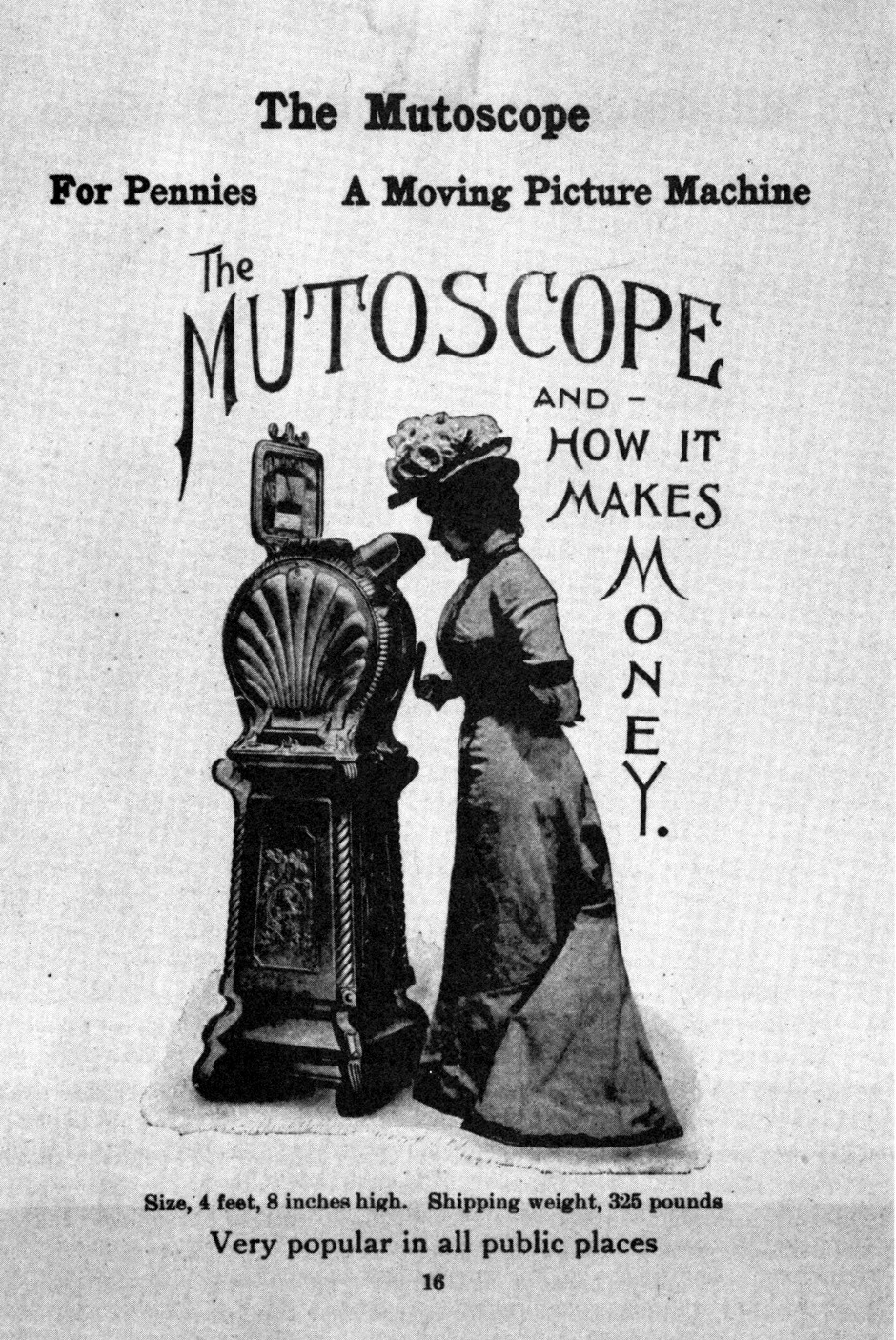
一部1899年电影放映机的行业广告

这部影片是由美国电影放映机与传记公司出品，并打算在“妙透镜”（一种早期的由赫尔曼·卡斯尔于1894年获得专利的洋片放映设备）上放映。跟托马斯·爱迪生的“活动电影放映机”一样，“妙透镜”没有将画面投射在屏幕上，且同时只提供给一人进行观赏。由于比“活动电影放映机”更便宜更简易，由美国电影放映机公司销售的“妙透镜”迅速主导了投币观赏式“西洋景”市场。
“妙透镜”的工作原理类似手翻書，单独的图像帧印刷到一个盘形柔性册页上，以一套手摇杆和机械转轴带动册页，使图像或影像的长度延伸，从而产生运动的视觉效果。这些卡片由机器内部的电灯泡照亮，这一装置由阿瑟·马文的兄弟同时也是比奥格拉夫电影公司创始人之一的亨利设计。在此之前的机器一直依靠反射自然光线来放映。
为了避免侵犯爱迪生的专利，比奥格拉夫相机1895年至1902年使用2又23/32英寸（68毫米）宽、拥有2×2.5英寸图像区域的大画幅胶片，四倍于爱迪生的35毫米格式。
比奥格拉夫胶片没有预置穿孔；摄像机自身在胶片的每一侧边框上冲压定位孔使其以每秒30帧的速度进行曝光。《福尔摩斯的困惑》的胶卷长达86.56米，这足以使影片有30秒的播放时间（在实际操作中，由于妙透镜的手摇传动装置的不同，时长也有差异）。
《福尔摩斯的困惑》的导演和摄影师是阿瑟·马文（1859年5月－1911年1月18日），他是比奥格拉夫公司的一名摄像工作人员。马文在1897年至1911年之间制作完成了超过418部短片，以拍摄杂耍艺人而闻名。他后来因大衛·格里菲斯早期的默片而成为著名的摄影师。而银幕上的第一个福尔摩斯和他的对手的演员信息则没有被记录下来。
1903年以前，比奥格拉夫影片出品的影片大多为写实主义风格（实际人物、地点和事件的纪实影片），但《福尔摩斯的困惑》却是沃格拉夫影片早期在纽约市百老汇沃格拉夫公司的屋顶工作室制作的喜剧叙事电影的一个例子。依据克里斯托弗·雷德蒙（Christopher Redmond）的《福尔摩斯手册》（Sherlock Holmes Handbook）记载，影片拍摄于1900年4月26日。朱莉·马库拉斯（Julie McKuras）则指出，这部电影是在同年五月公映的。尽管1900年就已经完成拍摄并公映，《福尔摩斯的困惑》却只在1903年2月24日进行了版权登记，这也是其电影版权标记证上所显示的日期。部分文献上记载的1905年很可能是由于混淆了维塔格拉夫制片厂名为《福尔摩斯的冒险，或者，勒索赎金》（1905年）的电影。

## 重新发现
该片曾一度被认为已经佚失，直到1968年福尔摩斯历史电影研究者迈克尔·波因特（Michael Pointer）在美国国家图书馆的纸打印存档区鉴别出了该片的一份纸拷贝。各个工作室在1912年纷纷将自己的作品制成纸拷贝提交以进行登记造册，因为在之前，电影是不包含在版权法保护之下的。这些纸拷贝均使用与原片相同的宽度和长度的感光纸制成，并且被被制作成类似静止照片的形式。无论是爱迪生公司和比奥格拉夫公司都选择以纸拷贝的形式提交整部电影，他们大多以这种形式被保存至今。这部影片后来被转印到16毫米胶片上，由美国国会图书馆收藏。

## 解析
《福尔摩斯的困惑》的情节与阿瑟·柯南·道尔爵士的原版夏洛克·福尔摩斯故事无关，看起来剧中人物被命名为福尔摩斯似乎纯粹是为了使大众更容易熟悉。
从单一的舞台设置和单一的角度拍摄来看，《福尔摩斯的困惑》的拍摄目的可能是作为基本影片制作花招和电影制作效果的演示，尤其是片中大量使用法国导演乔治·梅里爱最早于四年前的1896年所发明的停机再拍技术。
《福尔摩斯的困惑》标志着早期电影人首次有记载的将影片角色创作成一个滑稽的人物，与他在同名文学作品所显示的高超侦探实力相对比，在本片这样的娱乐场景下，穿着略显颓废的福尔摩斯则被窃贼弄得“莫名其妙”。威廉·K·埃弗森在他的书《电影里的侦探》（The Detective in Film）中指出，和其他所有无声侦探片一样“不能进行长时间的盘问和口头案情推演从而失去了侦探片的魅力......而本片却将重点放在了神秘事物或是（演员的）肢体表演上，而不是衍生自原文学作品的侦探调查。”直到1916年威廉·吉列在电影《福尔摩斯》中才开始尝试对柯南·道尔笔下的形象进行严肃而正式的演绎。迈克尔·波因特指出，《福尔摩斯的困惑》中那位未留名姓的演员的外形和服装是对吉列在舞台上扮演的福尔摩斯形象的一个模仿。吉列所扮演的夏洛克·福尔摩斯舞台形象已于1899年11月6日在百老汇的加里克剧院进行了首次演出。
迈克尔·波因特在他1968年发表的报告中指出“这是一部能明确辨别出专为‘妙透镜’或‘西洋景’制作和播放的早期特效影片。尽管是微小的、平凡的一块，这段影片也因福尔摩斯最早能被人所知的银幕形象而有着重要的历史意义。”又由于其为首部延伸自福尔摩斯故事的影片，包括影片中塑造的人物形象，也使得本片成为了侦探相关题材影片中已知的第一个实例。据推测，夏洛克·福尔摩斯是电影史上被演绎次数最多的银幕形象。

## 脚注